# Возвращение Новой Гранады под власть Испании

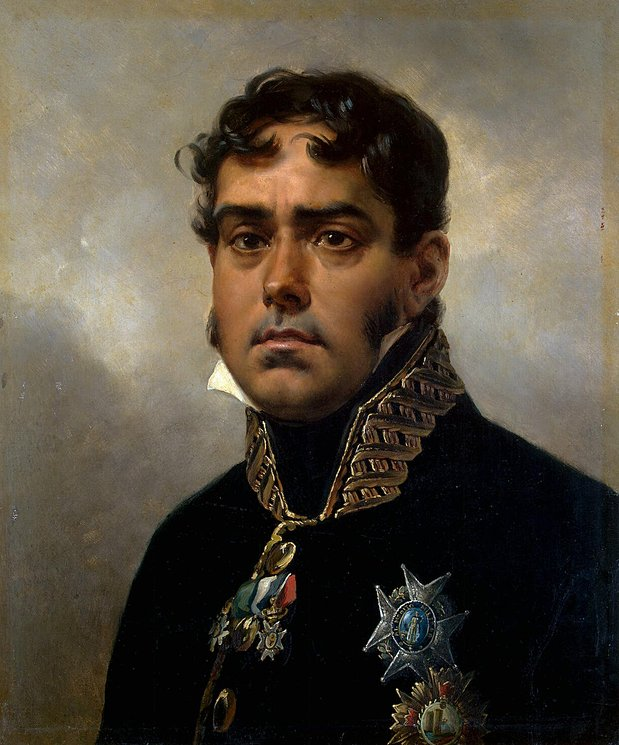
Портрет испанского военного Пабло Морильо (1775-1837)

Возвращение Новой Гранады под власть Испании (1815—1816) — военная кампания Испанского королевства против восставших южноамериканских колоний.

## Предыстория
В 1808 году Наполеон вынудил Карла IV и Фердинанда VII отречься от прав на испанский престол, и сделал королём Испании своего брата Жозефа. Однако это привело к народному восстанию, вылившемуся в затяжную войну. Королевский Верховный совет Кастилии провозгласил королевское отречение не имеющим силы, и носителем высшей власти в стране была объявлена Центральная Верховная Правящая Хунта Королевства. 29 января 1810 года Хунта самораспустилась, передав власть Регентскому совету Испании и Индий.
Весной 1810 года Южной Америки достигли известия о самороспуске Центральной Хунты и создании Регентского совета. В ответ на это на местах стали образовываться хунты, заявлявшие о непризнании Регентского совета. 20 июля 1810 года в столице вице-королевства Новая Гранада Санта-Фе-де-Боготе на открытом народном собрании была избрана Верховная Народная Хунта Новой Гранады, которая 26 июля объявила о непризнании Регентского совета. 27 ноября 1811 года в Тунхе провинций Антьокия, Картахена, Нейва, Памплона и Тунха подписали Акт о Федерации Соединённых Провинций Новой Гранады.
После разгрома Наполеона и возвращения на трон Фердинанд VII решил восстановить свою власть в Южной Америке.

## Ход событий
17 февраля 1815 года в Америку на 42 транспортах в сопровождении 18 военных кораблей были отправлены 15 тысяч солдат под командованием Пабло Моралеса. Сначала они прибыли в Венесуэлу, где роялисты под командованием Морильо успешно боролись с революционерами. Оттуда объединённые силы в апреле совершили экспедицию на остров Маргарита (где глава повстанцев Арисменди ввиду подавляющего превосходства противника предпочёл сдаться без боя), после чего Морильо отправился в Каракас, где в мае объявил о полной амнистии. Затем началось наступление на Новую Гранаду.
Одна армия отправилась в Новую Гранаду через горы, а другая (под командованием самого Моралеса) — по побережью; солдаты Морильо плыли на кораблях. После пополнения запасов в находившемся в руках роялистов городе Санта-Марта испанские войска 23 июля 1815 года осадили главный карибский порт Новой Гранады — Картахену. Осада длилась 106 дней, в декабре город пал; те из защитников, кто не сумел прорваться через испанские линии, были казнены.
Войско Морильо отправилось вверх по реке Магдалена к Санта-Фе-де-Боготе (по пути Морильо получил известие, что Арисменди опять поднял восстание на Маргарите, вырезав весь испанский гарнизон). Богота сдалась без боя 6 мая 1816 года.

## Итоги и последствия
Чтобы избавиться от лидеров повстанцев, Морильо учредил «трибунал усмирения». Было казнено около 600 человек, включая первого президента Соединённых Провинций Новой Гранады Камилло Торреса.